# Pleuraphodius javanus
Pleuraphodius javanus är en skalbaggsart som beskrevs av Vladimir Balthasar 1945. Pleuraphodius javanus ingår i släktet Pleuraphodius och familjen Aphodiidae. Inga underarter finns listade i Catalogue of Life.